# Bielsko-Biała Wschód
Bielsko-Biała Wschód – stacja kolejowa w Bielsku-Białej, w województwie śląskim, w Polsce. Znajduje się w dzielnicy Obszary, przy ul. Piekarskiej, na trasie Bielsko-Biała Główna – Kalwaria Zebrzydowska Lanckorona.

## Ruch pasażerski
| Rok  | Wymiana pasażerska na dobę |
| ---- | -------------------------- |
| 2017 | 50-99                      |
| 2022 | 20-49                      |

Stacja powstała w 1888 roku, wraz z budową linii kolejowej z Bielska do Kalwarii Zebrzydowskiej, stanowiącej przedłużenie Kolei Miast Morawsko-Śląskich, na potrzeby miasta Biała. Nazwa Bielsko-Biała Wschód została nadana po połączeniu Białej Krakowskiej i Bielska w jedno miasto, po czym stacja straciła na znaczeniu.
Obecnie stacja posiada jeden peron i kilka bocznic towarowych. Budynek natomiast pozostaje bardzo zaniedbany, nie funkcjonują kasy biletowe ani poczekalnia. Na parterze czynne jest tylko jedno pomieszczenie dla dyżurnego ruchu; wejście do pozostałych części dworca grozi zawaleniem elementów konstrukcji. 